# Molho de ostra

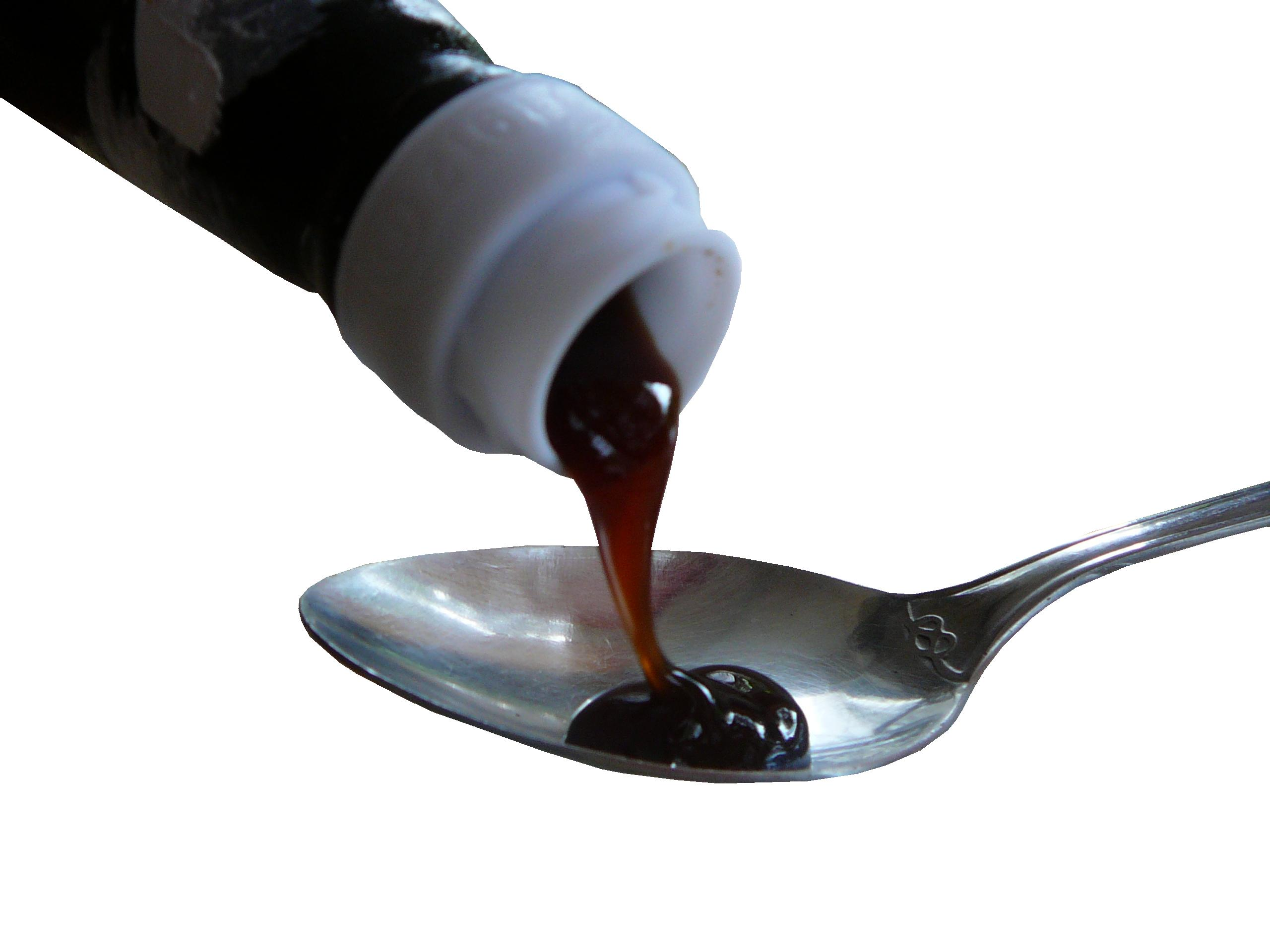
Molho de ostra sendo colocado em uma colher.

Molho de ostra é um condimento típico da culinária da China, popular nas cozinhas do Vietname e da Tailândia. É um molho espesso, com um sabor adocicado e forte em umami, tradicionalmente preparado fervendo ostras em água, em lume brando, até obter um molho castanho. É utilizado para temperar massas, vegetais e outros ingredientes salteados (“stir fried”), para marinadas ou como base de alguns pratos, como bife com brócolos. 
Industrialmente, pode produzir-se molho de ostra com ingredientes diferentes dos tradicionais, como açúcar, sal e farinha ou maizena; podem ser saborizados com essência de ostra, molho de soja ou outros condimentos. Existe uma versão vegetariana de “molho de ostra" feito com cogumelos, que fornecem um sabor aproximado do verdadeiro. Podem ainda encontrar-se receitas de molho de ostra sem nenhuma relação com a culinária chinesa 